# Thomas Pommer
Thomas Pommer (* 23. Mai 1973 in Wilhelmshaven) ist ein deutscher Fernsehmoderator und -produzent.

## Werdegang
Nach dem Abitur ging er als Schauspieler an das Stadttheater Wilhelmshaven. Dort spielte er im Ensemble der Landesbühne Niedersachsen Nord Rollen in z. B. West Side Story oder Dschungelbuch. 
Nach einer kurzen Zeit als freier Mitarbeiter begann er 1994 ein Volontariat beim Nachrichtensender n-tv in Berlin. Ab März 1996 moderierte er dort Sportsendungen.
Danach moderierten Pommer und Xenia Richters abwechselnd  den satirischen Wochenrückblick NachSchlag, der Mitte 2003 abgesetzt wurde.
Nach der Absetzung der Sendung war er wieder als Sportmoderator tätig.
Beim NDR Fernsehen war Pommer Gastmoderator bei Zapp und Gastgeber der Quizsendung Talk und Spiele. Als Nachfolger von Jörg Thadeusz moderierte er von April 2004 bis zum 19. Juli 2007 das wöchentliche Satiremagazin extra 3.
Von Dezember 2005 bis Dezember 2007 präsentierte er beim NDR die Sendung Top Flops – Die lustigsten Fernsehpannen. 
Im Juli 2007 wechselte er hinter die Kamera und wurde Unterhaltungschef der Probono Fernsehproduktion von Friedrich Küppersbusch. In dieser Tätigkeit als ausführender Produzent war er von 2009 bis 2013 für Bauerfeind – das Magazin für Popkultur auf 3sat verantwortlich.
Von August 2011 bis Mai 2012 moderierte Pommer zusammen mit Shary Reeves alle zwei Wochen die Sportsendung Samstag LIVE! beim Pay-TV-Sender Sky.
Seit 2011 ist er Geschäftsführer der Produktionsfirma dibido.tv gmbh, die unter anderem Formate mit Pierre M. Krause produziert.